# Région ecclésiastique de Sardaigne

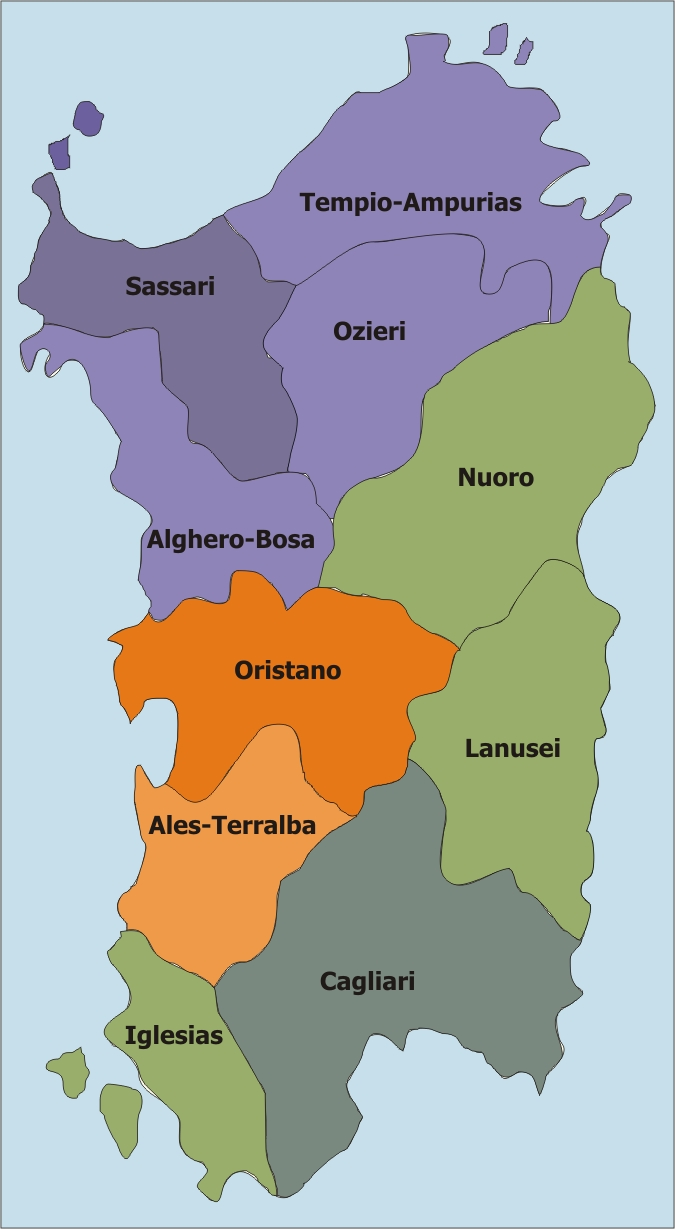
Carte des archidiocèses et diocèses de Sardaigne.

La région ecclésiastique de Sardaigne (en italien : Regione ecclesiastica Sardegna) est l'une des seize régions ecclésiastiques que compte l'Église catholique romaine en Italie.
Cette circonscription d'une superficie de 24 655 km² couvre la totalité de la région administrative insulaire de Sardaigne, englobant 1 663 679 habitants répartis sur 619 paroisses. En 2025, elle compte 715 religieux séculiers, 229 religieux réguliers et 93 diacres permanents.

## Archidiocèses et diocèses
La région compte 3 archidiocèses et 7 diocèses :
- Archidiocèse de Cagliari
  - Diocèse d'Iglesias
  - Diocèse de Lanusei
  - Diocèse de Nuoro

- Archidiocèse d'Oristano
  - Diocèse d'Ales-Terralba

- Archidiocèse de Sassari
  - Diocèse d'Alghero-Bosa
  - Diocèse d'Ozieri
  - Diocèse de Tempio-Ampurias

### Articles liés
- Église catholique en Italie
- Liste des diocèses et archidiocèses d'Italie